# Jacarea
Jacarea — клада підродини кайманових (Caimaninae). Jacarea була вперше названа Нореллом у 1988 році, щоб включити наявні види в межах родів Caiman і Melanosuchus, виключивши при цьому рід карликових кайманів Paleosuchus. У 1999 році Брошу офіційно кладистично визначив Jacarea як останнього спільного предка Caiman latirosris, Caiman crocodilus, Caiman yacare, Melanosuchus niger і всіх його нащадків. Філогенетичні дослідження молекулярної ДНК вказують, що Paleosuchus є поза Jacarea, хоча морфологічні дослідження суперечливі.